# قلعه کلی
قلعه کلی (به انگلیسی: Kala Kalay) یک منطقهٔ مسکونی در پاکستان است که در خیبر پختونخوا واقع شده‌است.